# Mecaphesa coloradensis
Mecaphesa coloradensis là một loài nhện trong họ Thomisidae.
Loài này thuộc chi Mecaphesa. Mecaphesa coloradensis được Willis J. Gertsch miêu tả năm 1933.